# Kerk van Roholte
De Kerk van Roholte (Deens: Roholte Kirke) is de parochiekerk van Roholte, een parochiedorp tussen Faxe en Præstø in Denemarken. De oorspronkelijke architectuur is laatgotisch met toevoegingen uit 1500 en renovaties in 1884. Het interieur vertegenwoordigt zowel de gotische als de renaissance stijl.

## Geschiedenis
Het kerkschip met een driezijdig koor werd in 1441 in opdracht van Christoffel van Beieren gesticht. Het werd gebouwd in lagen van grote bakstenen afgewisseld met kalksteenblokken afkomstig van het Stevns Klint. Aan de noordkant bevindt zich een sacristie, die tegenwoordig wordt gebruikt als kapel. De sacristie en de toren stammen uit circa 1500. Het wapenhuis (voorportaal) werd in het kader van de restauratie in 1883-1885 gereconstrueerd. Toen werd eveneens de gehele muur van het kerkschip verhoogd, werden er nieuwe gotische ramen ingebracht en de oostelijke muur van het koor herbouwd.
Van 1441 tot 1677 was het kerkgebouw koninklijk bezit. In 1737 kwam de kerk in het bezit van de familie Thott, in wiens handen het bleef tot 1953.

## Interieur
Het huidige kerkinterieur is voornamelijk het resultaat van de door de architect Vilhelm Dahlerup uitgevoerde restauratie in de jaren 1885-1887.
Het houten renaissance altaarstuk dateert uit 1592. Tijdens de restauratie in de 19e eeuw werd het ontdaan van verf en kleuren en werden er nieuwe reliëfs toegevoegd van de Annunciatie, de geboorte van Christus, de doop van Christus, de intocht in Jeruzalem, de Kruisiging en de Opstanding. Het altaarhek is van smeedijzer en heeft gedraaide messing knoppen.
Het laatgotische, 14-zijdige doopvont werd gemaakt van kalksteen uit Gotland. Het heeft een diameter van 1,09 meter en stamt uit 1450. De reliëfs op de zijkanten stellen de symbolen van de evangelisten voor.
Het kruisbeeld aan de noordelijke muur is een laatgotisch werk uit de periode 1450-1475. Het corpus meet 1,30 meter lang en draagt een doornenkroon. De kruisarmen eindigen in een vierpasmotief zonder verdere versiering. De armen zijn van recentere datum.
Het orgel in de kerk werd oorspronkelijk in 1877 door Demant's orgelbouwerij gebouwd en werd na te zijn gerestaureerd door de orgelbouwer Olav Hauglandop op 27 november 2005 ingewijd. Het orgel stond daarvoor in verschillende kerken en heeft 13 registers verdeeld over twee manualen en pedaal.